# خالد بابا
خالد بابا (به انگلیسی: Khalid Baba) (زادهٔ ۶ سپتامبر ۱۹۹۶) شناگر اهل بحرین است.